# Cretio hereditatis
Cretio hereditatis — в римском праве торжественный акт вступления в наследство, требовавшийся в раннем праве для так называемых heredes extranei, то есть посторонних наследников, не членов семьи наследодателя, с целью, по всей вероятности, точно и наглядно определить наследников лица, умершего без «своих наследников» или обошедшего их в завещании.
В классическом праве применялся только в тех случаях, когда того желал завещатель.
Законного срока, по-видимому, не существовало, но был обычен срок в сто дней, считавшихся или с момента получения наследником известия о наследстве (так называемая Сretio vulgaris), или со дня смерти наследодателя (Сretio continua). Несовершение Сretio в установленный срок означало отказ от наследства. Самый акт совершался в жилище наследодателя или на наследственном участке земли и состоял в торжественном заявлении воли наследника быть хозяином наследства.
В древнейшем праве Сretio, по всей вероятности, была единственным способом принятия наследства. Со времён Константина Великого Сretio выходит из употребления.